# Eileen Heckart
Anna Eileen Heckart (født 29. marts 1919, død 31. december 2001) var en amerikansk teater,- tv- og filmskuespiller. I 1972 vandt hun en Oscar for bedste kvindelige birolle for sin rolle som mor til en blind søn i filmen Fri som en sommerfugl.
Heckart havde en vanskelig barndom med en alkoholisk mor; til tider boede hun med sin farmor, som misbrugte hende.
I 1942 dimnimterede Heckart fra Ohio State University med en grad i engelsk. Samme år giftede hun sig med forsikringsmægleren John Harrison Yankee Jr. De fik tre sønner i løbet af deres 53 år lange ægteskab. I 1943 flyttede Heckart til New York for at fremskynde en karriere som skuespiller. Hun studerede på American Theatre Wing.
I 1945 gjorde Heckart sin Broadway-debut. Hendes første store gennembrud på Broadway kom først i 1953. I 1956 kom filmdebuten med Miracle in the Rain. I Ondskabens sæd 1956 blev hun nomineret til både en Oscar og Golden Globe. Derefter begyndte hendes filmkarriere at tage fart. I 1972 blev hun tildelt en Oscar for hendes forestillinger i Fri som en sommerfugl. Hun havde spillet rollen som den overbeskyttende mor på Broadway. I 1990'erne spillede Heckart i forskellige tv-shows som Mary Tyler Moore Show, Ellen, Cybill og andre.
I 2001 blev Heckart diagnosticeret med lungekræft og døde 31. december samme år.

## Filmografi (udvalg)
- 1956 – Miracle in the Rain
- 1956 – Kampen mod fortiden
- 1956 – Ondskabens sæd
- 1961 – Alfred Hitchcock presents, afsnit Coming, Mama (gæsterolle i TV-serie)
- 1972 – Fri som en sommerfugl
- 1974 – Ægteskabsannoncen
- 1975–1976 – The Mary Tyler Moore Show (TV-serie)
- 1986 – Elitesoldaten
- 1996 – Ekskonernes klub
- 1996–1998 – Cybill (TV-serie)
- 1997 – Ellen, afsnit Secrets & Ellen (gæsterolle i TV-serie)